# Elaphoglossum decoratum
Elaphoglossum decoratum är en träjonväxtart som först beskrevs av Kze., och fick sitt nu gällande namn av Thomas Moore. Elaphoglossum decoratum ingår i släktet Elaphoglossum och familjen Dryopteridaceae. Inga underarter finns listade.